# Laat (Alkmaar)
De Laat is een winkelstraat in het centrum van de Nederlandse stad Alkmaar. De Laat loopt vanaf de Koorstraat tot de Keetgracht, Zoutstraat en de Limmerhoek waar hij in overgaat. Deze straat is ongeveer 620 meter lang. Zijstraten van de Laat zijn de Ruitersteeg, Schoutenstraat, Brillesteeg, Vlaandehof, Ridderstraat, Payglop, Boterstraat, Hofstraat, Kraanbuurt, Groot Nieuwland, Bloemstraat en de Kitsteeg.
Aan de Laat bevinden zich tal van monumentale panden waaronder op nummer 80 de Gereformeerde Kapelkerk uit 1475. Ook bevond zich ooit aan de Laat de Sint-Dominicuskerk die in 1985 gesloopt is en waarvan men alleen een traptoren heeft laten staan. Deze toren heeft men geïntegreerd in het winkelcentrum Domus aldaar. 

## Fotogalerij

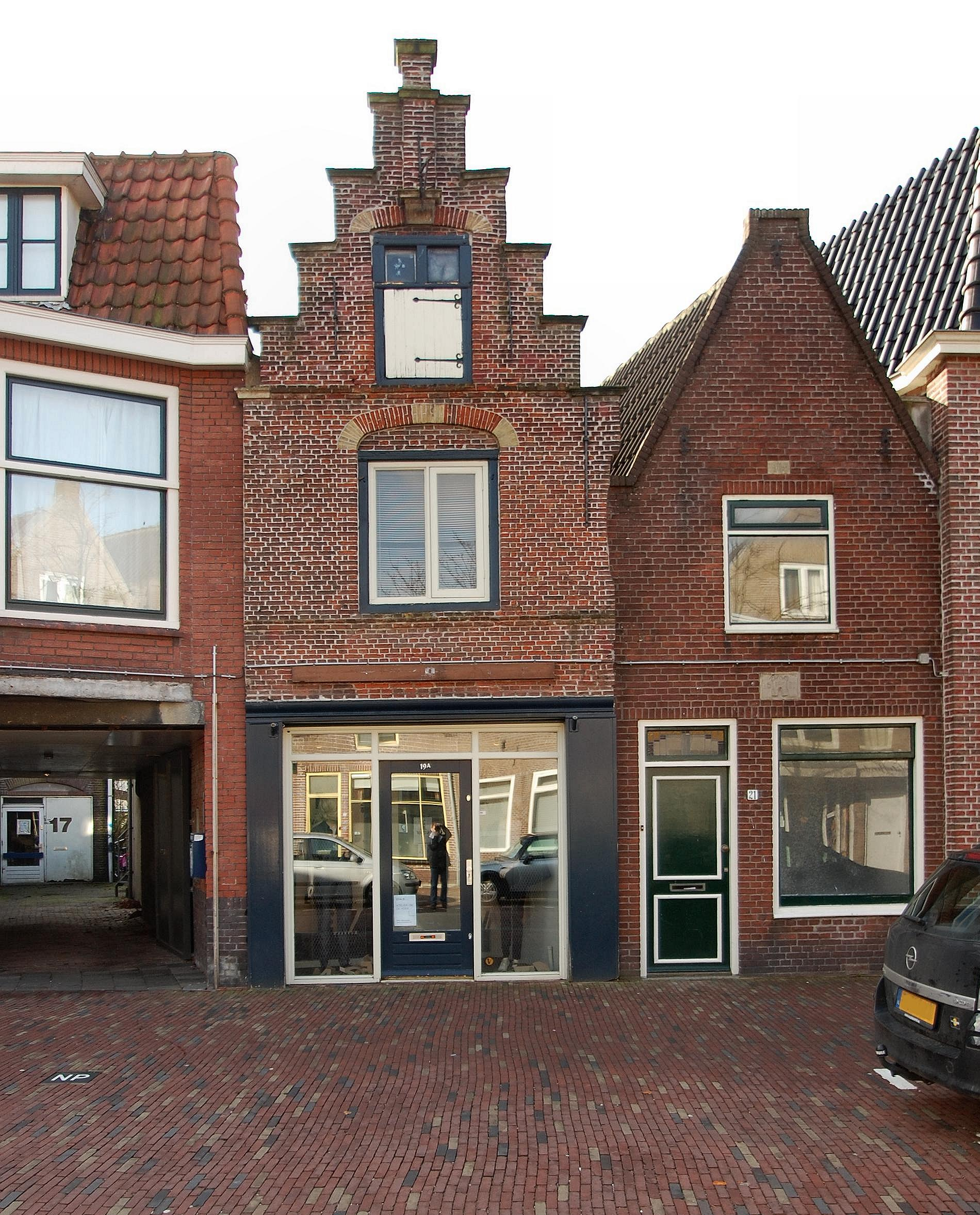
Laat 19
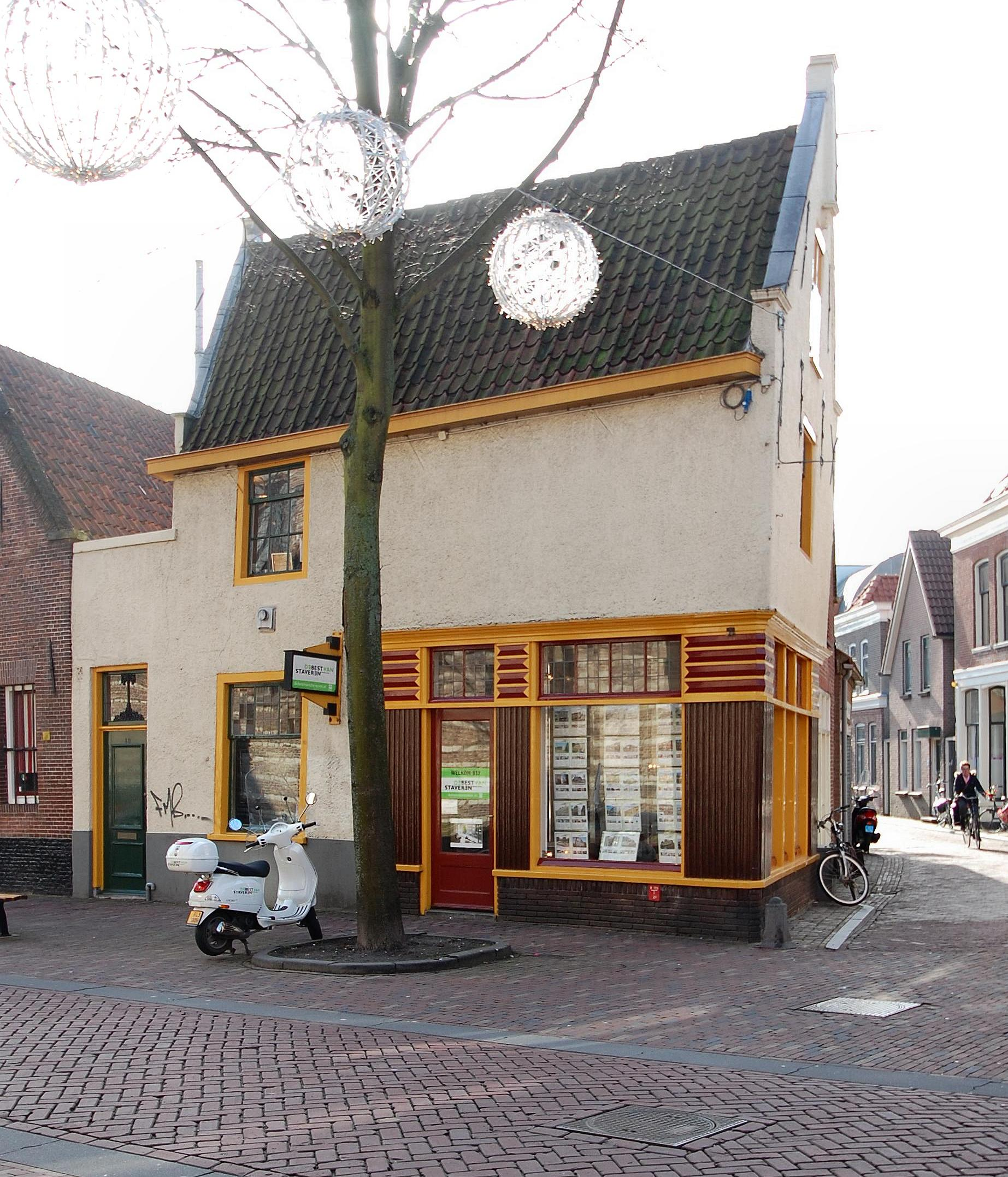
Laat 89
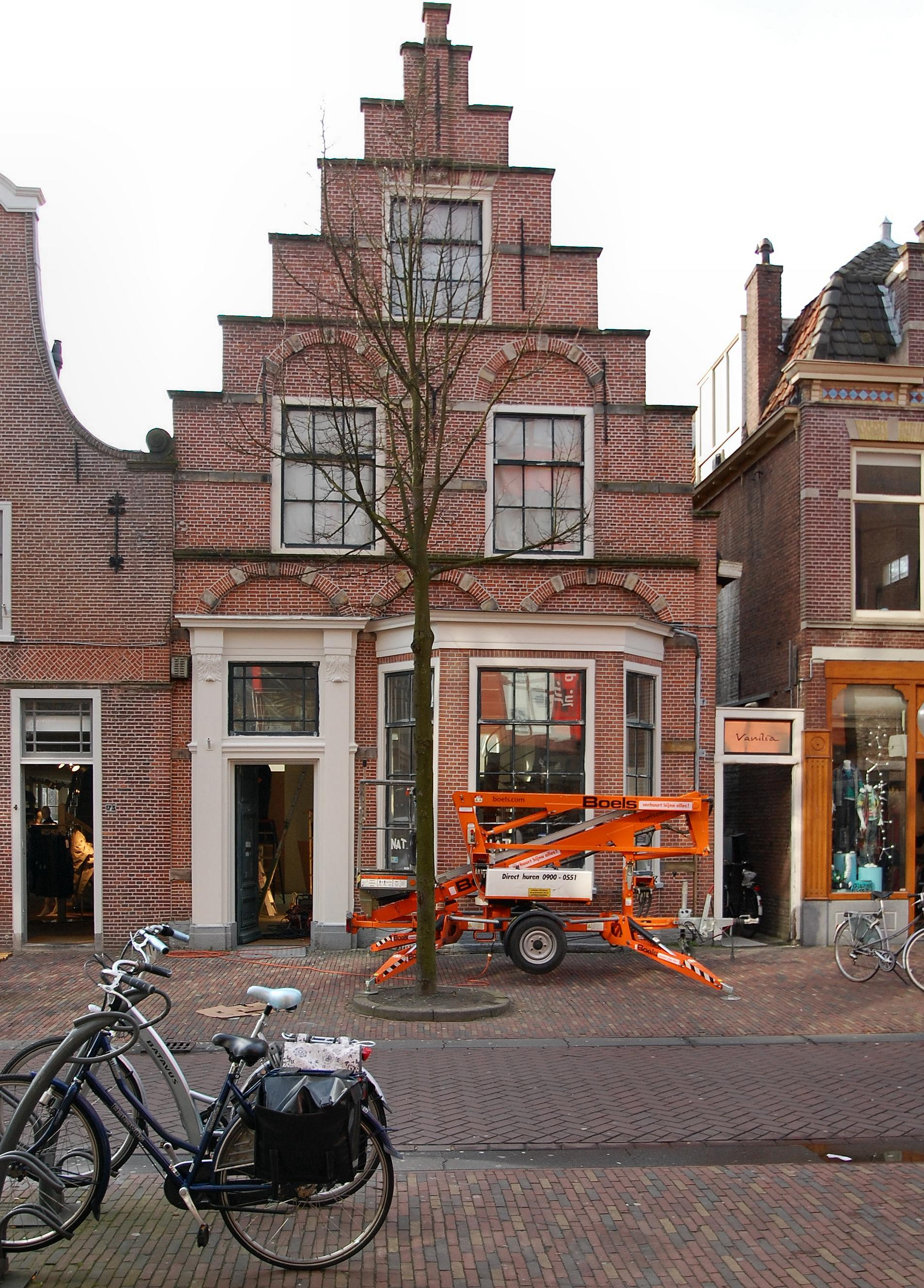
Laat 175
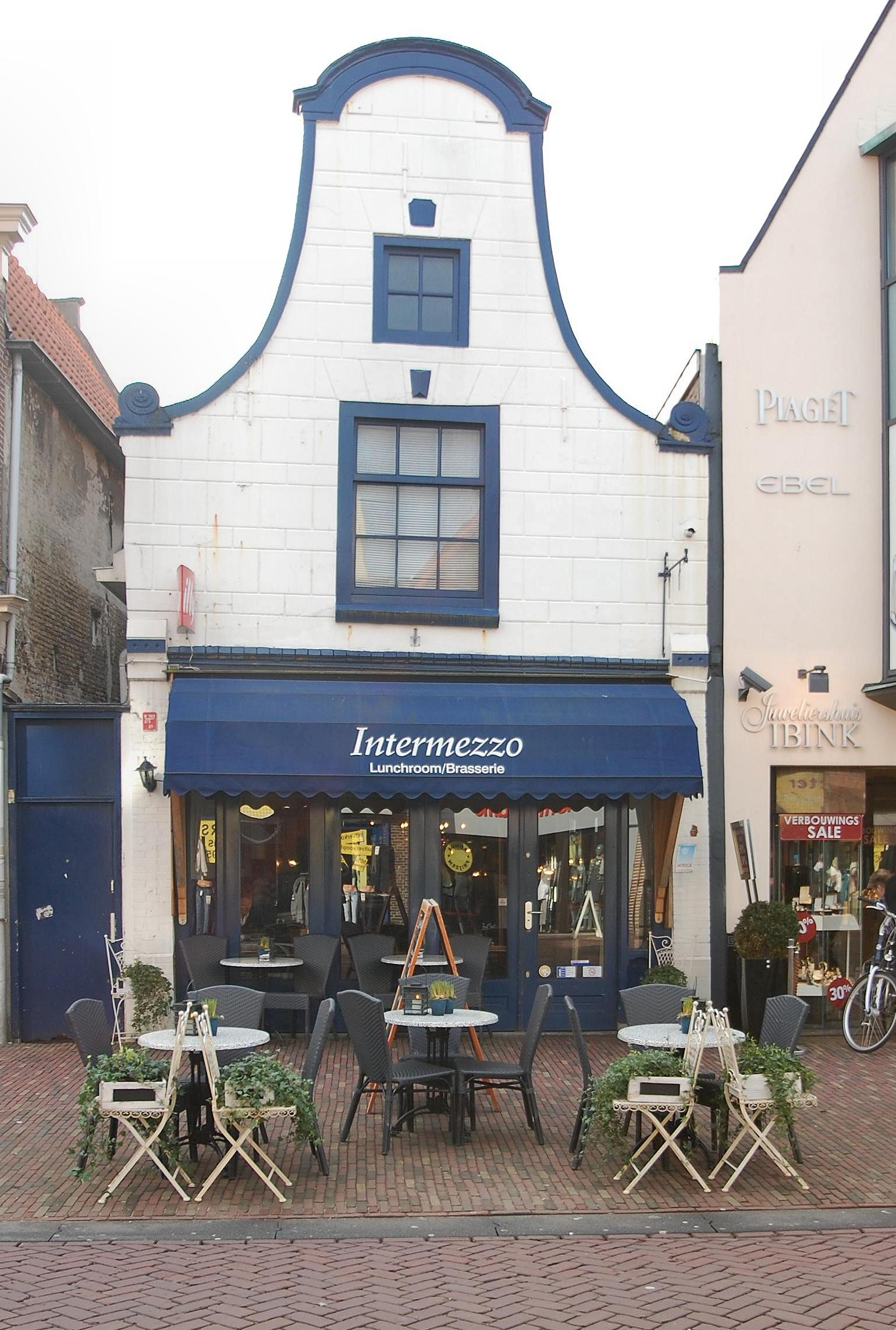
Laat 185
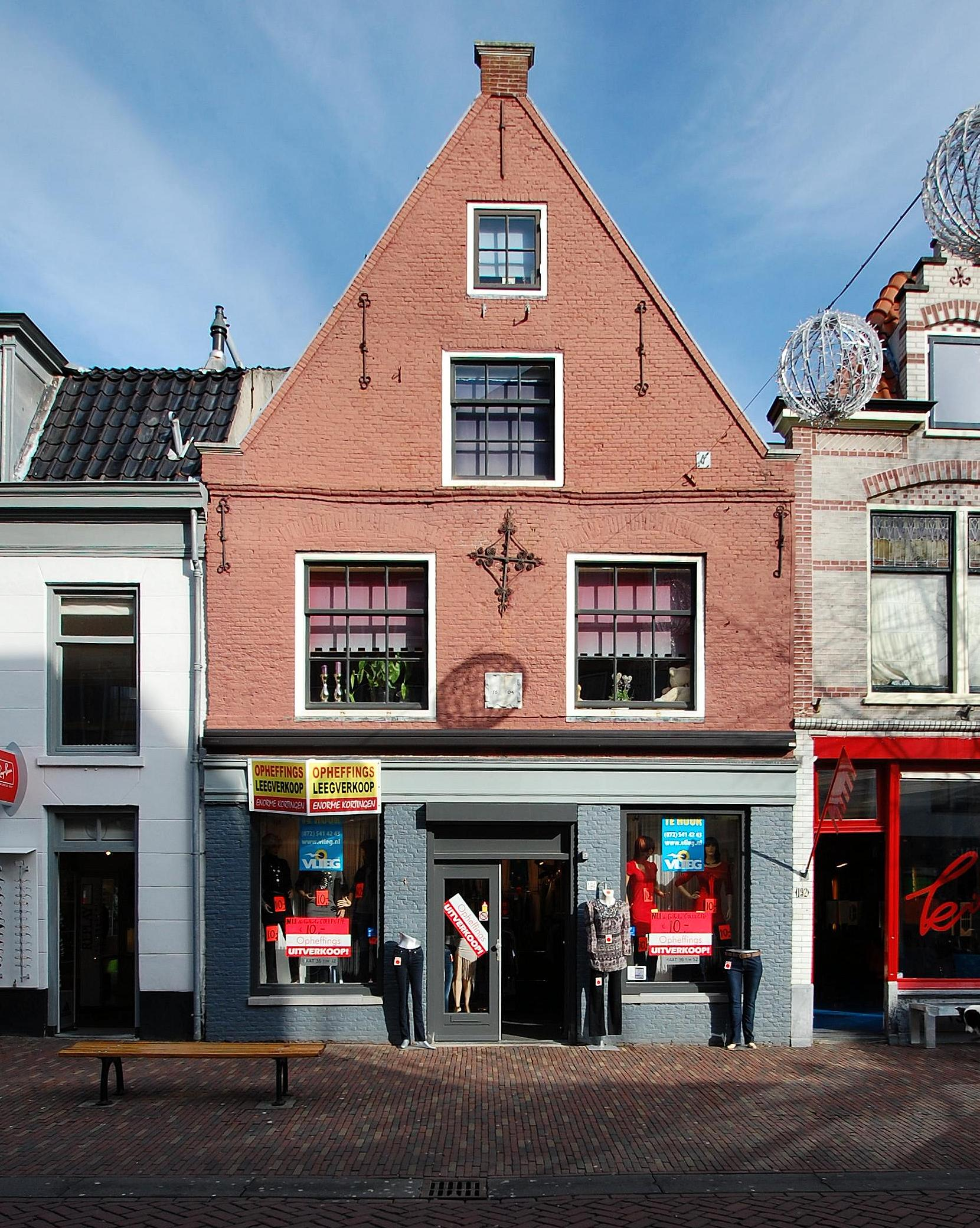
Kapelkerk Laat 194
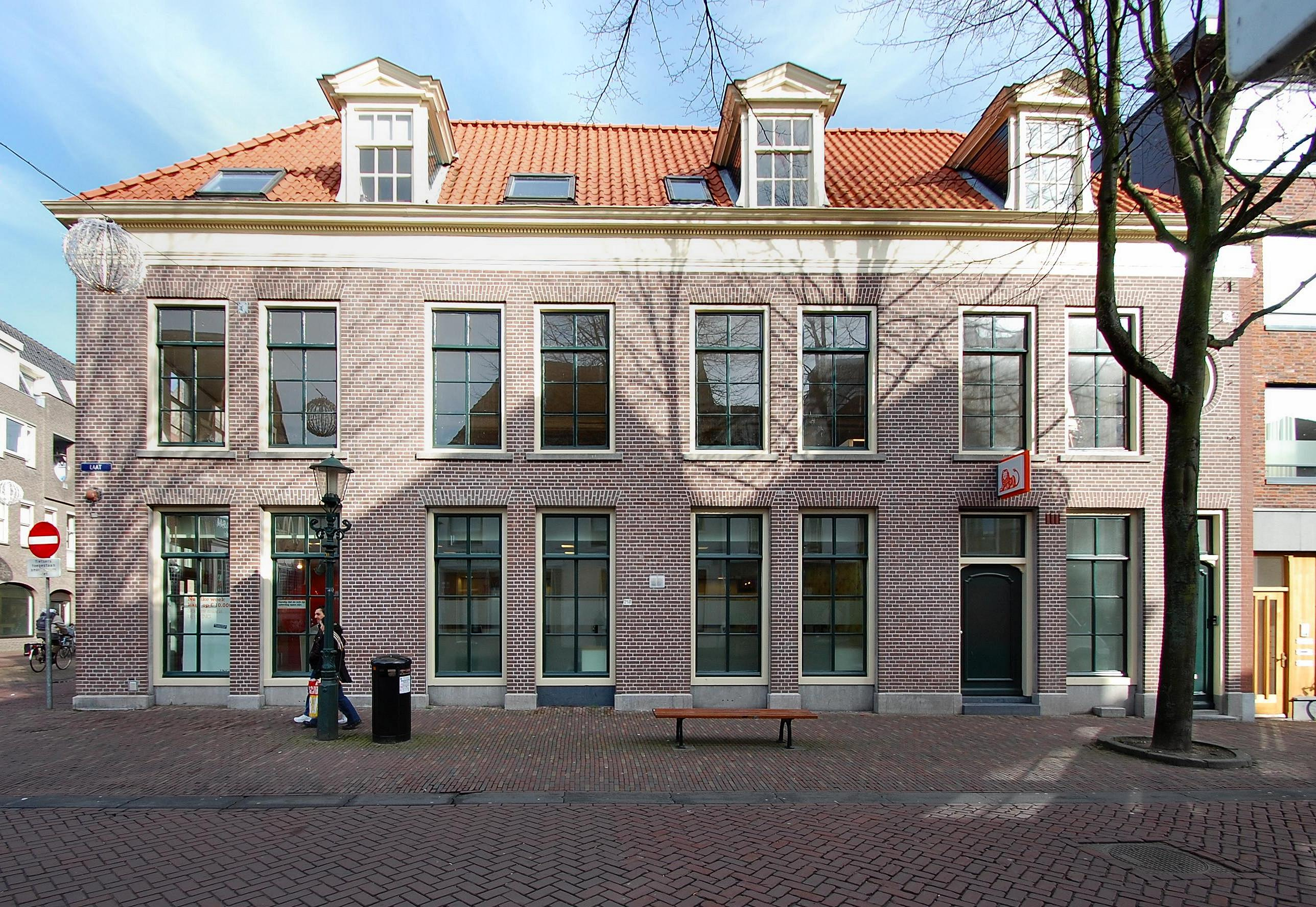
Laat 214
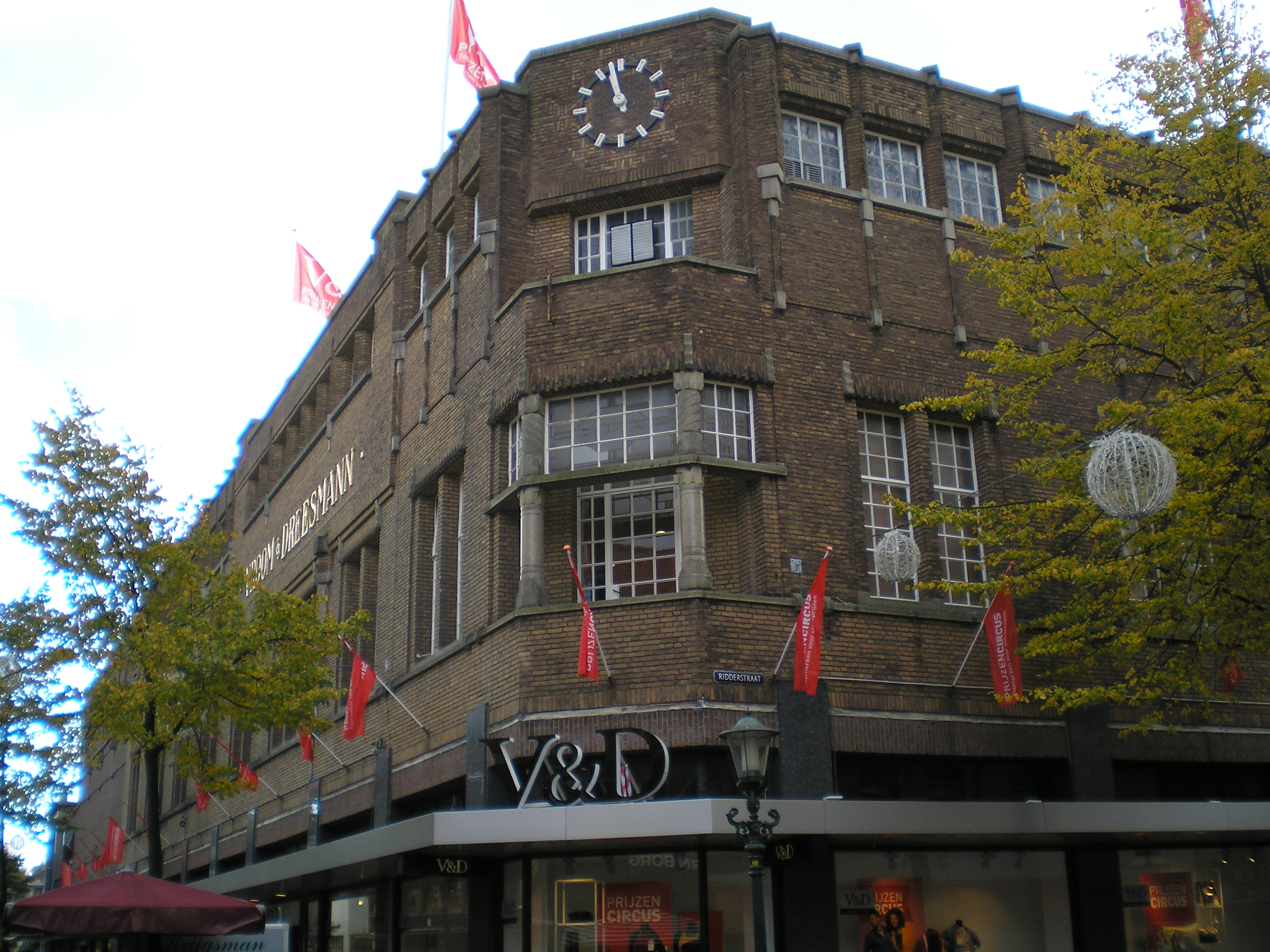
Laat hoek Ridderstraat